# Прядильна мюль-машина
Прядильна мюль-машина (англ. Spinning mule) — це машина для прядіння бавовни та інших волокон. Широко використовувалася з кінця 18-го до початку 20-го століття на млинах Ланкаширу та в інших місцях. Мюль-машини працювали попарно доглядачем за допомогою двох хлопчиків: маленького заготовщика та великого або бічного заготовщика. Каретка містила до 1320 веретен і могла мати довжину 150 футів (46 м) і рухалася вперед і назад на відстань 5 футів (1,5 м) чотири рази на хвилину. 
Винайдена між 1775 і 1779 роками Семюелем Кромптоном. Автоматична мюль-машина була запатентована Річардом Робертсом у 1825 році. Сучасні версії все ще знаходяться в нішевому виробництві та використовуються для прядіння вовняної пряжі з благородних волокон, таких як кашемір, ультратонкий меринос і альпака, для ринку трикотажних виробів.

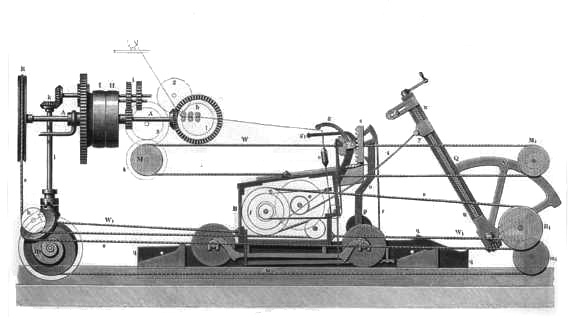
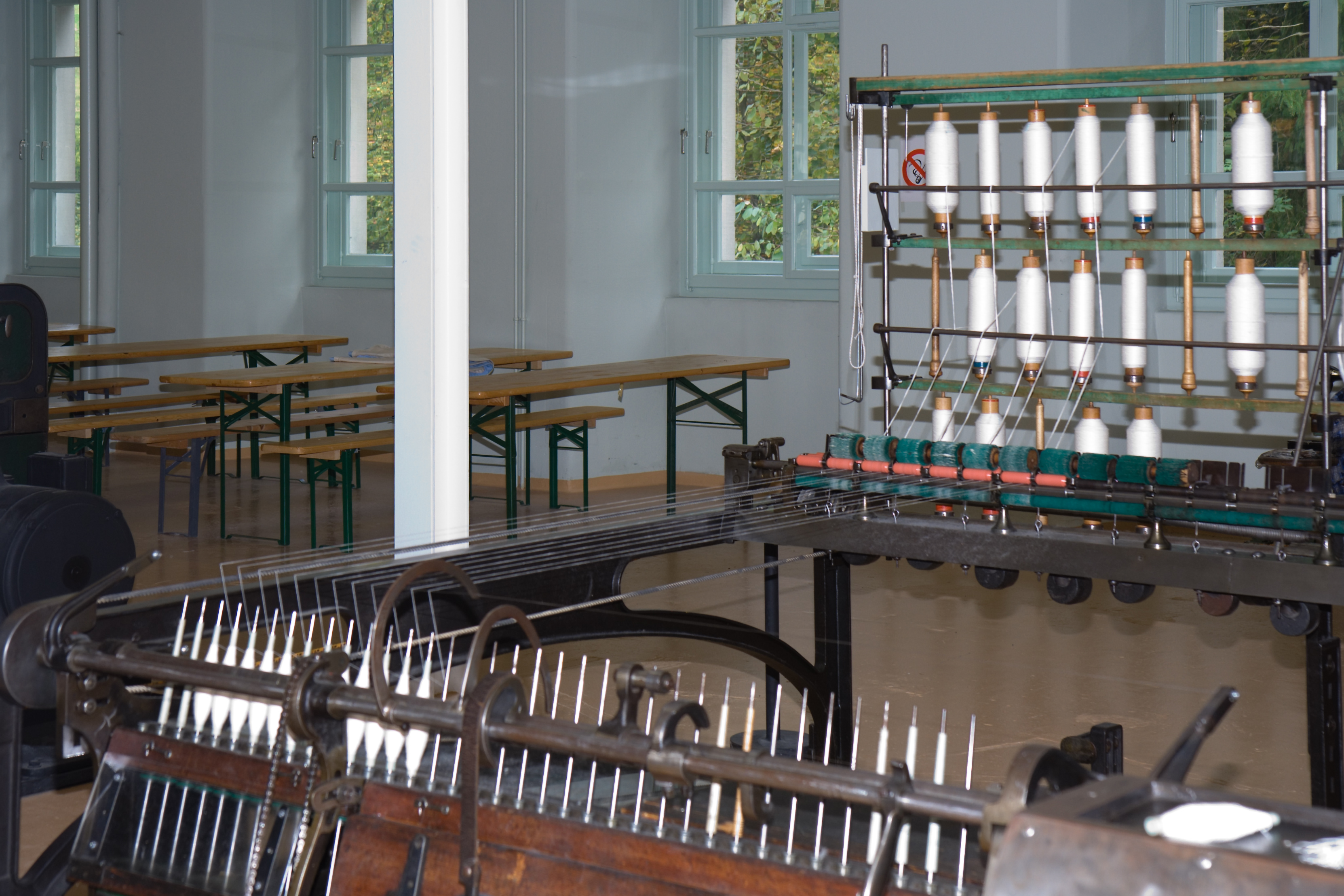
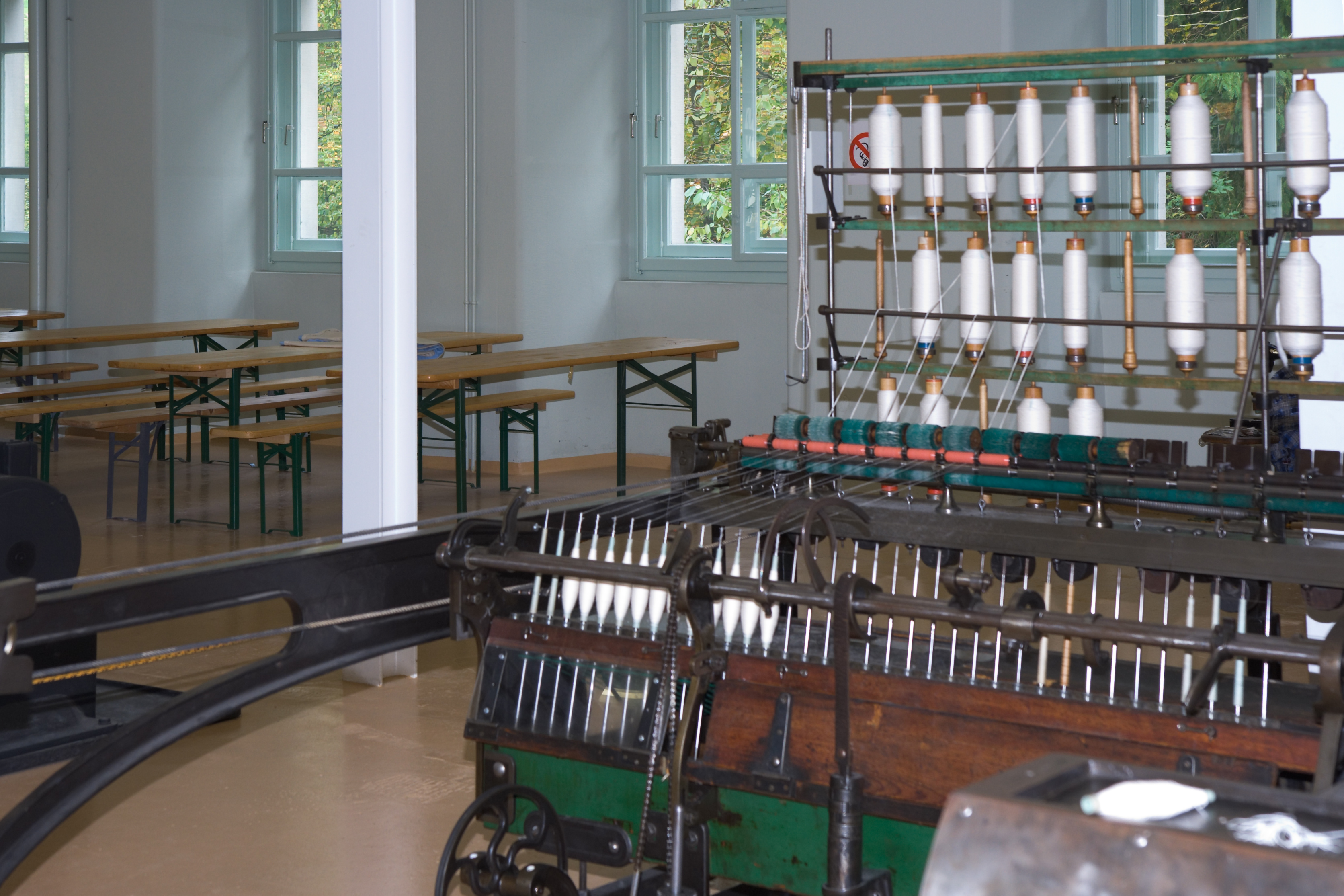
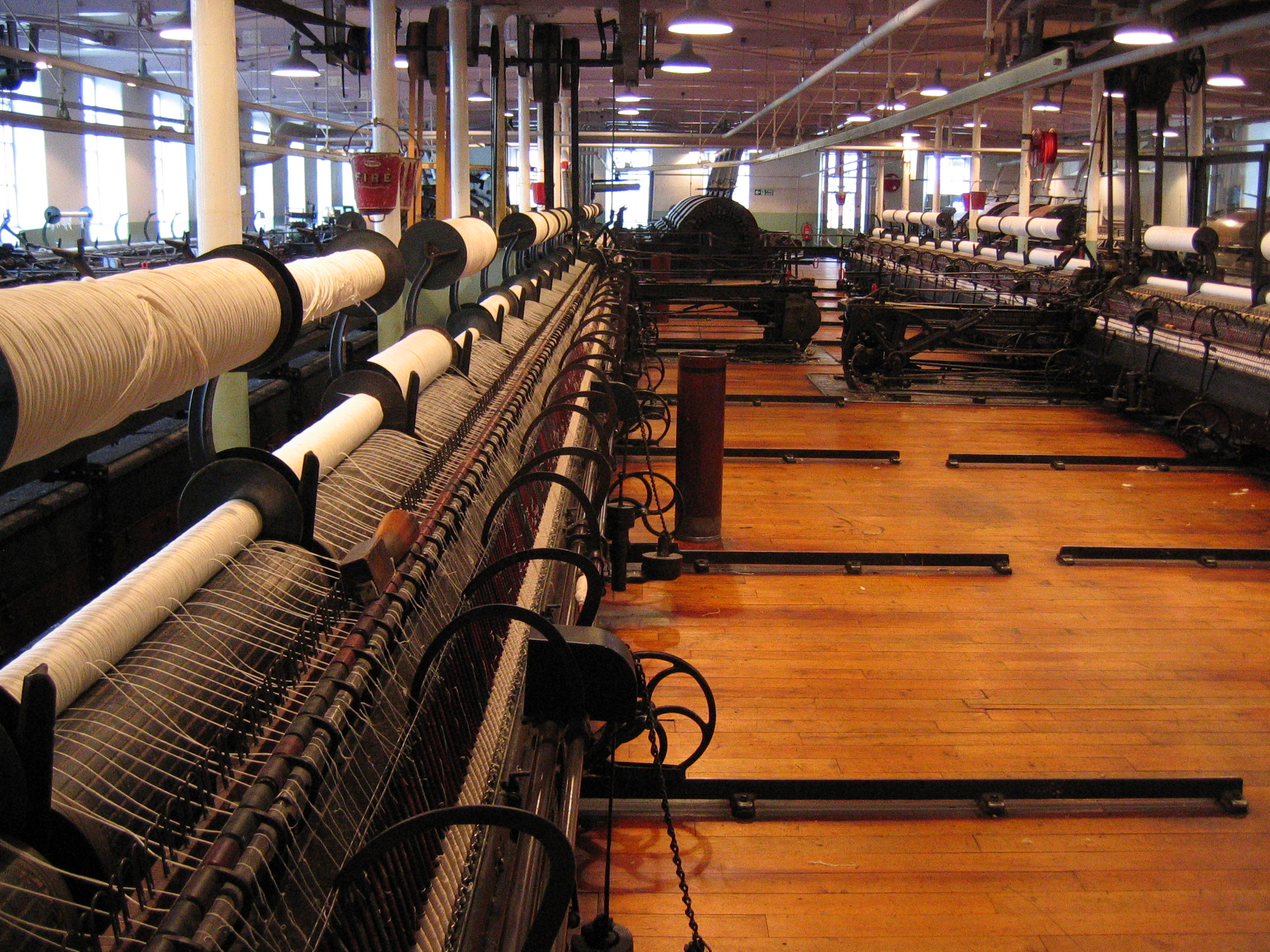
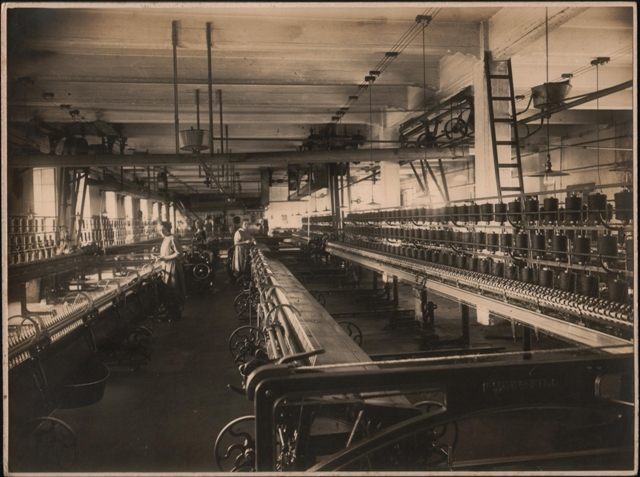